# Monte Perdido
O Monte Perdido é terceiro pico mais alto dos Pirenéus, com 3 355 m de altitude. Em conjunto com o Cilindro de Marboré (3 328 m) e o Añisclo ou Soum de Ramond (3 263 m) forma o Maciço do Monte Perdido.
O maciço do Monte Perdido forma parte do Parque Nacional de Ordesa e Monte Perdido, em Espanha, onde se destaca também o vale de Ordesa. O maciço prolonga-se para norte em território francês, estando integrado no Parque Nacional dos Pirenéus, onde se destaca o Circo de Gavarnie.
O Monte Perdido é um pico com mais de 3 000 m relativamente fácil de escalar. A via normal de ascensão passa pelo refúgio de Góriz (2 200 m), onde é habitual pernoitar.